# Quint Fulvi Plauci
Quint Fulvi Plauci (en llatí Quintus Fulvius Plaucius) era fill de Luci Fulvi Plaucià, ministre de l'emperador Septimi Sever. Formava part de la gens Fúlvia.
A la caiguda i execució del seu pare l'any 203, ell i la seva germana, l'emperadriu Fúlvia Plautil·la, van ser desterrats, segurament primer a Sicília i més tard a Lipara. L'any 212 va ser executat per orde de Caracal·la junt amb Fúlvia.